# 潘多拉病毒
潘多拉病毒（英語：Pandoravirus），非常大型的病毒。其基因组比一般病毒都要大得多。長度達到1 微米，直徑達到0.5 微米，其基因組達到2.5Mb 。该病毒生活于水下。

## 發現
該病毒是於 2013 年，Philippe 等分別於智利中海岸河流沉積物表層（約10公尺深）和澳大利亞墨爾本附近一個淡水池塘底部泥漿中發現了兩種更大的变形虫寄生型巨大病毒，這兩株病毒分別被命名為Pandoravirus salinus和Pandoravirus dulcis

## 命名
潘多拉病毒类似于擬菌病毒及巨大病毒等很多非常大的病毒，潘多拉病毒也感染变形虫。但是该病毒的基因组却包含1.9-2.5百万碱基对的DNA，是巨大病毒的两倍。”是目前第二大的病毒（最大為闊口罐病毒）。它無論在外形還是基因組上都與其他巨大病毒有很大差別，而且其
基因只有7% 左右與地球上已發現的生物同源，科學家們認為對該病毒的深入研究就像打開了一個潘多拉魔盒，不知道會有什麼驚人的發現，它可能會很大程度影響甚至改變人們以往對病毒的認識。